# Fontana (métro de Barcelone)
Pour les articles homonymes, voir Fontana.
Fontana est une station de la ligne 3 du métro de Barcelone.

## Situation sur le réseau
La station est située sous la grande rue de Gràcia (Carrer Gran de Gràcia), sur le territoire de la commune de Barcelone, dans le district de Gràcia.

## Histoire
La station est ouverte au public en 1925, un après la mise en service de la ligne I du Grand métro de Barcelone entre Catalunya et Lesseps.

## À proximité
La station est située non loin du Théâtre libre (Teatre Lliure) et de la Casa Vicens.